# Högholmen (vid Labböle, Pyttis)
För andra betydelser, se Högholmen (olika betydelser).
Högholmen är en ö i Finland. Den ligger i Finska viken och i kommunen Pyttis i landskapet Kymmenedalen, i den södra delen av landet. Ön ligger omkring 23 kilometer sydväst om Kotka och omkring 92 kilometer öster om Helsingfors.
Öns area är 5,3 hektar och dess största längd är 380 meter i nord-sydlig riktning. Närmaste större samhälle är Pyttis, 14,0 km norr om Högholmen.